# Spime
Spime es un neologismo para un objeto futurista, característico de la Internet de las Cosas, que puede ser rastreado a través del espacio y el tiempo a lo largo de su vida. Son esencialmente objetos maestros virtuales que pueden, en varias ocasiones, tener encarnaciones físicas de sí mismos. Un objeto se puede considerar un spime cuando toda su información esencial se almacena en la nube. Bruce Sterling considera que los spimes están llegando a través de la convergencia de seis tecnologías emergentes, relacionadas tanto con el proceso de fabricación de bienes de consumo, como a través de tecnologías de identificación y localización. Dependiendo del contexto, el término "spime" puede referirse tanto al arquetipo, como diseñado por el desarrollador, o a una instancia específica del usuario.

## Origen
El término spime fue acuñado para este concepto por el autor Bruce Sterling. Es una contracción de "espacio" y "tiempo" ("space" y "time" en inglés) que deriva de su pensamiento de un spime siendo un "objeto precisamente localizado en el tiempo y el espacio [...] siempre asociado con una historia". El término probablemente fue utilizado por primera vez en un gran foro público por Sterling en SIGGRAPH Los Angeles, agosto de 2004. La idea fue ampliada en su libro Shaping Things. Desde entonces, el uso del término por los investigadores y en la industria ha crecido.

## Concepto
Las seis facetas de spimes son:
1. Pequeños, medios económicos de identificar de forma remota y de manera única, objetos en intervalos cortos; por ejemplo, identificación por radiofrecuencia.
2. Un mecanismo para localizar con precisión algo en la Tierra, como un sistema de posicionamiento global.
3. Una forma de extraer grandes cantidades de datos para cosas que coinciden con algunos criterios, como los motores de búsqueda en Internet.
4. Herramientas para construir prácticamente cualquier tipo de objeto; diseño asistido por ordenador.
5. Formas de prototipo rápido de objetos virtuales en objetos reales. Fabricación sofisticada y automatizada de una especificación para un objeto, a través de "impresoras tridimensionales".
6. "De la cuna a la cuna" la vida útil de los objetos. Reciclaje barato y efectivo.

Con los seis de ellos, se podía rastrear toda la existencia de un objeto, desde antes de su realización (su representación virtual), a través de su fabricación, su historia de propiedad, su ubicación física, hasta su eventual obsolescencia y ruptura de nuevo en crudo material a ser utilizado para nuevas instanciaciones de objetos. Si se graba, la vida útil del objeto se puede archivar y consultar.
Los spimes no se definen meramente por estas seis tecnologías; más bien, si estas tecnologías convergen dentro del proceso de fabricación, entonces podrían surgir un spime. Debido a limitaciones físicas y de costo-efectividad, los objetos que realizan funciones similares a un spime, pero existen en un ecosistema heterogéneo donde una parte de su funcionalidad tipo spime es realizada por y / o compartida con otras entidades, pueden ser precursores de spimes. Por ejemplo, la integración de un receptor GPS en cada objeto es actualmente impracticable debido al tamaño, la potencia y el costo, entre otras razones, pero una estación base que proporciona servicios de localización para uno o muchos dispositivos cercanos puede ser más práctica. 

### Términos similares
- Hyperlinked Objeto
- Blogject
- Everyware

### Términos relacionados
- Internet de Cosas
- Web semántica
- Inteligencia ambiental
- Dato grande
- Máquina-a-máquina
- Web 2.0
- Cuna-a-diseño de cuna
- Ciberespacio
- Realidad aumentada
- Hyperreality